# Pavlo Jakovenko
Pavlo Oleksandrovyč Jakovenko (in ucraino Павло Олександрович Яковенко?, traslitterazione anglosassone Pavlo Oleksandrovych Yakovenko), noto anche come Pavel Aleksandrovič Jakovenko (in russo Павел Александрович Яковенко?, traslitterazione anglosassone Pavel Aleksandrovich Yakovenko; Nikopol', 19 dicembre 1964) è un allenatore di calcio ed ex calciatore ucraino, di ruolo centrocampista, che militò per oltre un decennio nella Dinamo Kiev e fece parte della Nazionale di calcio dell'Unione Sovietica al Campionato mondiale di calcio 1986 tenutosi in Messico.

## Biografia
È il padre di Oleksandr Jakovenko e Jurij Jakovenko, entrambi calciatori.

## Carriera

### Giocatore

#### Club
Jakovenko iniziò a giocare nelle giovanili della squadra della sua città, prima di passare al Metalist nel quale però fu riserva per due stagioni, marcando poche presenze. Nel 1982 passò alla Dinamo Kiev, nella quale si impose come centrocampista titolare nella metà degli anni '80: anche grazie al suo contributo, la squadra di Kiev raggiunse numerosi successi, tra i quali la Coppa delle Coppe conquistata nel 1985-1986, battendo in finale l'Atletico Madrid. Il 1986 fu il suo anno migliore: il suo club vinse la Coppa delle Coppe, il Campionato Sovietico e la Supercoppa dell'Unione Sovietica, fu convocato in Nazionale per i Mondiali e arrivò 21º nella lista dei candidati al Pallone d'oro 1986 (vinto in quell'edizione dal compagno di squadra Igor Belanov).
A partire dalla seconda metà del 1987 accusò una serie di infortuni che ne limitarono fortemente la presenze negli anni successivi e le prestazioni in campo, che rimasero qualitativamente più basse rispetto al primo lustro degli anni '80: la conseguenza diretta fu la perdita del posto da centrocampista titolare. Alla fine della carriera, nel 1992, si trasferì al Sochaux, dove rimase per due stagioni giocando 6 partite.
Si ritirò dal calcio giocato alla fine della stagione 1993-1994, all'età di 30 anni.

#### Nazionale

Jakovenko (accosciato, primo da sinistra) con l'URSS nel 1988

Dopo aver partecipato con la Nazionale Under-20 al Campionato mondiale di calcio Under-20 1983, Jakovenko esordì con la maglia della Nazionale maggiore nel 1986, venendo poi convocato nello stesso anno per il Campionato mondiale di calcio in Messico. Alla partita d'esordio contro l'Ungheria mise a segno il primo gol per la sua squadra, nel punteggio finale di 6-0 per i russi: rimase il suo unico gol con la maglia della Nazionale. L'URSS avanzò fino agli ottavi di finale, dove venne sconfitta ai tempi supplementari dal Belgio di Vincenzo Scifo.

### Allenatore
Al termine della carriera di calciatore, Jakovenko divenne allenatore prima della squadra della sua città (con la quale aveva esordito anche come calciatore), allenando poi formazioni minori fino al 2000, quando divenne allenatore dell'Ucraina under 15 fino al 2004, e dal 2002 al 2004 dell'Ucraina under 21. Dal 2004 al 2008 ha allenato diverse formazioni delle Repubbliche della Federazione Russa, come Kuban Krasnodar e Rostov, prima di tornare alla guida dell'Ucraina under 21 dal giugno 2008.

## Statistiche

### Cronologia presenze e reti in nazionale
| Cronologia completa delle presenze e delle reti in nazionale ― Unione Sovietica | Cronologia completa delle presenze e delle reti in nazionale ― Unione Sovietica | Cronologia completa delle presenze e delle reti in nazionale ― Unione Sovietica | Cronologia completa delle presenze e delle reti in nazionale ― Unione Sovietica | Cronologia completa delle presenze e delle reti in nazionale ― Unione Sovietica | Cronologia completa delle presenze e delle reti in nazionale ― Unione Sovietica | Cronologia completa delle presenze e delle reti in nazionale ― Unione Sovietica | Cronologia completa delle presenze e delle reti in nazionale ― Unione Sovietica |
| Data                                                                            | Città                                                                           | In casa                                                                         | Risultato                                                                       | Ospiti                                                                          | Competizione                                                                    | Reti                                                                            | Note                                                                            |
| ------------------------------------------------------------------------------- | ------------------------------------------------------------------------------- | ------------------------------------------------------------------------------- | ------------------------------------------------------------------------------- | ------------------------------------------------------------------------------- | ------------------------------------------------------------------------------- | ------------------------------------------------------------------------------- | ------------------------------------------------------------------------------- |
| 7-5-1986                                                                        | Mosca                                                                           | Unione Sovietica                                                                | 0 – 0                                                                           | Finlandia                                                                       | Amichevole                                                                      | -                                                                               | 70’                                                                             |
| 2-6-1986                                                                        | Irapuato                                                                        | Unione Sovietica                                                                | 6 – 0                                                                           | Ungheria                                                                        | Mondiali 1986 - 1º turno                                                        | 1                                                                               | 74’                                                                             |
| 5-6-1986                                                                        | León                                                                            | Francia                                                                         | 1 – 1                                                                           | Unione Sovietica                                                                | Mondiali 1986 - 1º turno                                                        | -                                                                               | 68’                                                                             |
| 15-6-1986                                                                       | León                                                                            | Unione Sovietica                                                                | 3 – 4 dts                                                                       | Belgio                                                                          | Mondiali 1986 - Ottavi di finale                                                | -                                                                               | 78’                                                                             |
| 20-8-1986                                                                       | Göteborg                                                                        | Svezia                                                                          | 0 – 0                                                                           | Unione Sovietica                                                                | Amichevole                                                                      | -                                                                               | 67’                                                                             |
| 11-10-1986                                                                      | Parigi                                                                          | Francia                                                                         | 0 – 2                                                                           | Unione Sovietica                                                                | Qual. Euro 1988                                                                 | -                                                                               |                                                                                 |
| 29-10-1986                                                                      | Sinferopoli                                                                     | Unione Sovietica                                                                | 4 – 0                                                                           | Norvegia                                                                        | Qual. Euro 1988                                                                 | -                                                                               |                                                                                 |
| 18-2-1987                                                                       | Swansea                                                                         | Galles                                                                          | 0 – 0                                                                           | Unione Sovietica                                                                | Amichevole                                                                      | -                                                                               |                                                                                 |
| 18-4-1987                                                                       | Tbilisi                                                                         | Unione Sovietica                                                                | 1 – 3                                                                           | Svezia                                                                          | Amichevole                                                                      | -                                                                               | 68’                                                                             |
| 29-4-1987                                                                       | Kiev                                                                            | Unione Sovietica                                                                | 2 – 0                                                                           | Germania Est                                                                    | Qual. Euro 1988                                                                 | -                                                                               | 72’                                                                             |
| 3-6-1987                                                                        | Oslo                                                                            | Norvegia                                                                        | 0 – 1                                                                           | Unione Sovietica                                                                | Qual. Euro 1988                                                                 | -                                                                               | 68’                                                                             |
| 29-8-1987                                                                       | Belgrado                                                                        | Jugoslavia                                                                      | 0 – 1                                                                           | Unione Sovietica                                                                | Amichevole                                                                      | -                                                                               | 46’                                                                             |
| 9-9-1987                                                                        | Mosca                                                                           | Unione Sovietica                                                                | 1 – 1                                                                           | Francia                                                                         | Qual. Euro 1988                                                                 | -                                                                               | 71’                                                                             |
| 28-10-1987                                                                      | Sinferopoli                                                                     | Unione Sovietica                                                                | 2 – 0                                                                           | Islanda                                                                         | Amichevole                                                                      | -                                                                               | 80’                                                                             |
| 20-2-1988                                                                       | Bari                                                                            | Italia                                                                          | 4 – 1                                                                           | Unione Sovietica                                                                | Amichevole                                                                      | -                                                                               | 37’ 46’                                                                         |
| 23-3-1988                                                                       | Amarousio                                                                       | Grecia                                                                          | 0 – 4                                                                           | Unione Sovietica                                                                | Amichevole                                                                      | -                                                                               |                                                                                 |
| 31-3-1988                                                                       | Berlino Ovest                                                                   | Argentina                                                                       | 2 – 4                                                                           | Unione Sovietica                                                                | Amichevole                                                                      | -                                                                               | 74’ 77’                                                                         |
| 2-4-1988                                                                        | Berlino Ovest                                                                   | Svezia                                                                          | 2 – 0                                                                           | Unione Sovietica                                                                | Amichevole                                                                      | -                                                                               | 68’                                                                             |
| 28-3-1990                                                                       | Kiev                                                                            | Unione Sovietica                                                                | 2 – 1                                                                           | Paesi Bassi                                                                     | Amichevole                                                                      | -                                                                               | 46’                                                                             |
| Totale                                                                          |                                                                                 | Presenze                                                                        | 19                                                                              |                                                                                 | Reti                                                                            | 1                                                                               |                                                                                 |

## Palmarès

### Giocatore

#### Competizioni nazionali
- Campionato sovietico: 3

Dinamo Kiev: 1985, 1986, 1990
- Coppa dell'Unione Sovietica: 3

Dinamo Kiev: 1985, 1987, 1990
- Supercoppa dell'Unione Sovietica: 2

Dinamo Kiev: 1985, 1986

#### Competizioni internazionali
- Coppa delle Coppe: 1

Dinamo Kiev: 1985-1986